# أمين مكتبة
[بحاجة لمصدر]

أمين أو قَيِّمُ المكتبة هو خبير معلومات، مدرَّب في أمور تخص المكتبات والمعلومات. تقتضي طبيعة عمله خدمة المستفيدين وتوفير توعية بمصادر المعلومات الحديثة. وظيفة أمين المكتبة مهمة جداً في الجامعات والكليات والمناطق التعليمية. قد يكون أمين مكتبة حاصلاً على شهادة في علم المكتبات أو علم المكتبات والمعلومات، ويرتبط أمين مكتبة تقليدياً مع مجموعات الكتب، كما يتبين من أصل التسمية كلمة "مكتبة"من اللاتينية liber، وهو الكتاب.
يتطور دور أمين المكتبة باستمرار لتلبية الاحتياجات الاجتماعية والتكنولوجية. ويعمل على توفير وصيانة المعلومات في العديد من الأشكال، بما في ذلك: الكتب المطبوعة، والموارد الإلكترونية، والمجلات، والصحف، وتسجيلات الصوت والفيديو، والخرائط، والمخطوطات، والصور الفوتوغرافية وغيرها من الرسوم البيانية، وقواعد البيانات الببليوغرافية، والموارد المستندة إلى الويب والرقمية. كما يوفر أمين المكتبة أيضاً خدمات المعلومات الأخرى، بما في ذلك توفير الحاسوب والتدريب، والتنسيق مع جماعات المجتمع المحلي للمضيف البرامج العامة، والتعليم الأساسي لمحو الأمية، والتقنية المساعدة للأشخاص ذوي الإعاقة، وغيرها.